# Downham West
 (juillet 2023).
Pour les articles homonymes, voir Downham (homonymie).
Downham West est une paroisse civile et un village du Norfolk, en Angleterre.